# Gracioso
Gracioso ist der Beiname der lustigen Person im spanischen Lustspiel, die besonders in den Mantel- und Degenstücken (Comedias de capa y espada) unter verschiedenen Namen wie Bobo („Narr“), Simple („Einfaltspinsel“), Picaro („Gauner“) etc., vorkommt. Er ist der bald verschlagene, bald possierlich einfältige, aber immer lustige Bediente oder auch der feinere Begleiter, der gewöhnlich die Triebfedern seines Herrn parodiert.
Ein Beispiel für einen Gracioso ist der Diener Cosme in Calderóns Dame Kobold.